# ديانا هايت
ديانا هايت هي متزحلقة كندية، ولدت في 28 أبريل 1964.

## وصلات خارجية
- ديانا هايت على موقع الاتحاد الدولي للتزلج (التزلج على المنحدرات الثلجية) (الإنجليزية)
- ديانا هايت على موقع اللجنة الأولمبية الدولية (الإنجليزية)
- ديانا هايت على موقع أوليمبيديا (الإنجليزية)
- ديانا هايت على موقع اللجنة الأولمبية الكندية (الإنجليزية)